# Lac Haruna
Le lac Haruna (榛名湖, Haruna-ko) est un lac de cratère situé près du sommet du mont Haruna, dans le périmètre de la ville de Takasaki, préfecture de Gunma au Japon. L'ancien nom du lac est « lac Hikaho » (伊香保沼, Ikaho-numa).
En été, le lac est une destination populaire des campeurs. La surface gèle en hiver et permet le patinage et la pêche sur glace du Hypomesus nipponensis.